# Cantó de Montpesat
|  | Per a altres significats, vegeu «Cantó de Montpesat de Carcin». |

El cantó de Montpesat és un cantó al districte de L'Argentièira (departament de l'Ardecha, França) conformat per 7 municipis :Le Béage, Cros-de-Géorand, Mazan-l'Abbaye, Montpesat, Le Roux, Saint-Cirgues-en-Montagne i Usclades-et-Rieutord. La capital cantonal és la comuna de Montpesat

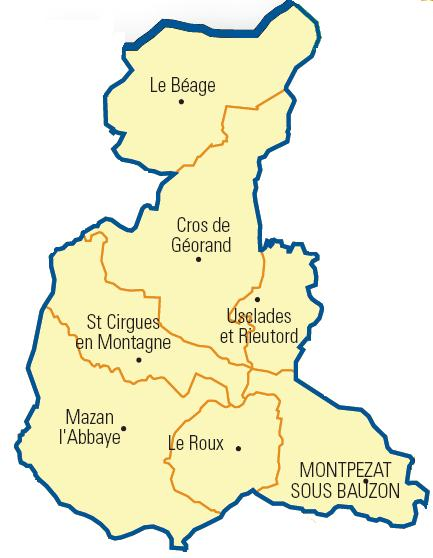
Mapa del cantó representant els límits comunals del cantó

## Conseller cantonals
| Data d'elecció                           | Identitat       | Partit          | Qualitat |
| ---------------------------------------- | --------------- | --------------- | -------- |
| 1955-1961                                | Joseph Durand   | Divers droite   |          |
| 1961-1973                                | Paul Ollier     | MRP, després CD |          |
| 1973                                     | Marcel Gardès   | UDR             |          |
| 1973-1979                                | Paul Ollier     | CD, després UDF |          |
| 1979-2004                                | Marcel Gardès   | RPR             |          |
| 2004-2011                                | Éric Lespinasse | UMP             |          |
| 2011-                                    | Patrick Coudène | Divers droite   |          |
| les dades anteriors no són pas conegudes |                 |                 |          |
|                                          |                 |                 |          |

| 1962  | 1968  | 1975  | 1982  | 1990  | 1999  | 2007  |
| ----- | ----- | ----- | ----- | ----- | ----- | ----- |
| 2.488 | 2.915 | 2.516 | 2.200 | 2.055 | 1.769 | 1.846 |